# Macropus parryi
Macropus parryi é uma espécie de marsupial da família Macropodidae.
Endêmica da Austrália.